# 八幡七味
八幡 七味（やはた ななみ）は、日本の女性声優。主にアダルトゲームに出演していた。

## 人物
声優になろうと思ったきっかけは、小さな頃に毎晩両親が絵本を読んでくれた影響で、国語の授業で朗読をすることが大好きになり、それを褒めてもらえたりクラスメイトに聞いてもらうことが嬉しいと思ったことから。
通っていた学校には放送部や演劇部がなかったため、吹奏楽部に所属してフルートを担当していた。卒業後に演劇の専門学校に入り、そこから演技の勉強を始めたという。
名前の「八幡七味」は、日本三大七味唐辛子の一つを参考にして付けたもの。名前の由来にもなったように辛い物が大好きで、自分用の七味や一味をいつも持ち歩いてるほど。唐辛子の形も好きで唐辛子型のアクセサリーを身に着けているという。
目標とする声優は、藤咲ウサと雪都さお梨。
Twitterにて「休業中」を宣言していたが、2021年5月30日、声優業を引退した事を明かした。

## 主な出演

### PCゲーム

#### 2013年
- オトメスイッチ 〜彼が持ってる彼女のリモコン〜（モブ）[1]

#### 2014年
- 8人のM娘（高雄 摩耶）[2]
- いっしょにマッサージ♪〜妹にマッサージ〜（上村 ゆず）[3]
- 箱庭ロジック（りる）[4]
- 七姫コレクション Princess Collection 〜美しき巨乳姫と人類最強の男〜（ファルカ）[5]
- BunnyParadise ばにぱら〜恋人全員バニー化計画〜（多奈端 雅）[6]
- 変恋≒黒歴史（出羽 あずさ）[7]
- 紙の上の魔法使い（本城 岬）[8]
- ハーヴェストオーバーレイ リコネクション（ブリニクル）[9]
- 神骸魂装姫ヤクモ（雪待 ヤクモ）[10]

#### 2015年
- 万引娘桃色性裁 万引きしたJKにザー汁指導!!（霧島 ジュン）[11]
- プラマイウォーズ（喜多 メイ）[12]
- プレイ!プレイ!プレイ!屍（ジル）[13]
- さくらにかげつ（白詰草 詩舞）[14]
- らぶらぶ♥プリンセス 〜お姫がさまいっぱい!もっとエッチなハーレム生活!!〜（マリーゴールド・ブリュエット・エルラント）[15]
- ばれっと☆すたいる（九条院 美玲）[16]
- 聖騎士セルシア〜悪辣たる姫君〜（ルキュス・Zi・アルクナルディア）[17]
- 魔法姫士アリカ＆リン 乙女に群がる男たちの魔の手「それでも私たちは負けない!!」（モルル）[18]
- ちんくる★ツインクル フェスティバル!（紫緒原 百合子）[19]
- 淫らに喘ぐ七人の夜這いする孕女（都築 百花）[20]

#### 2016年
- ハプニングLOVE!!（清水 遥夏）[21]
- 牝贄狩〜淫虐のアーケード街（神田 あや）[22]
- ボクの××は寮生たちの特権です!（水野 杏）[23]

#### 2017年
- 妹アナル ～恋するHなピンクのつぼみ～ (宇藤 千鶴)[24]
- 姦獄城 ～淫虐の支配～ (アスガルド・クリスティーナ)
- 外道魔法少女りんね ～悪淫悪化～ (高野 聖)[25]

### 同人ゲーム
- 女子校生放課後性教育〜弱みを握って生ハメ性活指導〜（三崎 涼子）[26]
- 淫術催眠館〜恋の色情占い〜（花宮 楓）[27]
- ゆ〜たい☆りだつっ! どこでも、だれでも、ヤりほうだい!!（石田 侑子）[28]

### コラム
- 七味のキャラメイク工房（PUSH!!2015年1月号 - 2015年11月号）